# Versprinzip
Versprinzip bezeichnet in der Verslehre ein metrisches Prinzip, das festlegt, aufgrund welcher Merkmale von Silben sich die strukturelle Regelmäßigkeit von Versen bestimmt.
Es werden drei hauptsächliche Versprinzipien unterschieden:
- quantitierendes Versprinzip (Silben messend), bei dem die Silbenlänge bestimmend ist, vorherrschend in der antiken Dichtung;
- silbenzählendes Versprinzip (Silben zählend), bei dem die Anzahl der Silben bestimmend ist, vorherrschend in den romanischen Sprachen;
- akzentuierendes Versprinzip (Silben wägend), bei dem die Betonung der Silben (Versakzent) bestimmend ist, vorherrschend in den germanischen Sprachen. Abhängig von der Füllungsfreiheit kann dann weiter unterschieden werden:
  - alternierendes Versprinzip: zwischen zwei Hebungen liegt genau eine Senkung;
  - taktierendes Versprinzip: bestimmend ist die Zahl der Hebungen; jeder Hebung können mehrere Senkungen folgen.